# Адолф Август фон Изенбург-Бюдинген
Адолф Август фон Изенбург-Бюдинген (на немски: Adolf August zu Isenburg-Büdingen; * 5 януари 1713, Бирщайн; † 12 юли 1744, Вайсенбург) е граф от Изенбург-Бюдинген и полковник.

## Биография
Той е петият син на граф Волфганг Ернст I фон Изенбург-Бюдинген (1686 – 1754), който на 23 май 1744 г. става княз, и първата му съпруга графиня Фридерика Елизабет фон Лайнинген-Дагбург-Емихсбург (1681 – 1717), дъщеря на граф Емих XIV фон Лайнинген-Дагсбург-Емихсбург (1649 – 1684) и пфалцграфиня Елизабет Христиана фон Цвайбрюкен-Ландсберг (1656 – 1707). Брат е на наследствения принц Вилхелм Емих Христоф (1708 – 1741), Фридрих Ернст (1709 – 1784), Христиан Лудвиг (1710 – 1791), генерал в Хесен-Касел, Карл Филип (1711 – 1723), Йохан Казимир (1715 – 1759), полковник в Швеция, генерал-майор в Хесен-Касел, и на Елизабет Амалия Фридерика (1714 – 1748), омъжена на 27 декември 1738 г. в Бирщайн за граф Христиан Август фон Золмс-Лаубах (1714 – 1784). Той е по-голям полубрат на Фридрих Вилхелм (1730 – 1804).
Адолф Август е полковник и не се жени. Той е убит на 31-годишна възраст на 12 юли 1744 г. в битка при Вайсенбург в Елзас.